# 두덩정강근
두덩정강근(gracilis muscle, /ˈɡræsɪlɪs/ ; 라틴어 "가늘다"), 또는 박근은 넓적다리안쪽칸에서 가장 얕은 곳에 위치하는 근육이다. 얇고 납작한 근육으로 위에서는 넓지만 밑으로 갈수록 점점 폭이 좁아진다.

## 구조
두덩정강근은 두덩결합 앞쪽 경계의 아래쪽 절반과 두덩활 위쪽 절반에서 나온 얇은 널힘줄에서 시작된다.
근육 섬유는 수직으로 아래쪽으로 주행하여 둥근 힘줄로 끝난다. 이 힘줄은 넙다리뼈의 안쪽관절융기 뒤로 주행하고, 정강뼈 안쪽관절융기 주변을 돌면서 납작하게 변한다. 납작해진 힘줄은 관절융기 아래쪽의, 정강뼈 안쪽면 위쪽에 닿는다. 이런 이유로 이 근육은 다리의 모음근(adductor)이다. 닿는곳에서 이 힘줄은 반힘줄근의 닿는곳 바로 위에 위치하며, 힘줄의 위쪽 모서리는 넙다리빗근의 힘줄과 겹친다. 세 근육의 힘줄은 닿는곳에서 서로 모여 거위발(pes anserinus)을 이룬다. 거위발은 윤활주머니에 의해 무릎관절의 안쪽곁인대와 분리된다.
힘줄 아랫부분의 섬유 중 일부는 다리의 깊은 근막으로 연장된다.

### 위치관계
두덩정강근은 얕고 깊은 면에 의해 넙다리근막과 연관된다. 아래쪽에는 넙다리빗근과 두렁신경이 있다. 두렁신경은 넙다리근막 얕은쪽에 놓인 채로 두덩정강근을 가로지른다.
바깥쪽 또는 깊은 표면에는 긴모음근, 짧은모음근, 큰모음근이 존재한다.

### 신경 분포
폐쇄신경이 허리뼈를 통해 두덩정강근에 분포한다.

### 혈액 공급
주로 안쪽넙다리휘돌이동맥이 혈액을 공급한다.

## 기능
두덩정강근은 엉덩관절을 모으고 굽힌다. 무릎을 굽히며 안쪽으로 돌리는 것도 돕는다.

## 임상적 중요성
일반적으로 미세 수술에서 피판으로 사용된다.
특히 유경피판 또는 미세수술 시의 유리피판으로 재건 수술(graciloplasty)에 널리 사용된다. 양쪽 모두 근육으로만 이루어져 있거나(muscular) 소위 '복합피판'으로 불리는 근육피판(musculocutaneous)일 수 있다. 유경피판으로서 두덩정강근은 종양 수술 후 샅 및 질 재건, 재발성 항문질(anovaginal) 및 직장질(rectovaginal) 누공의 치료 및 혈관 수술 후 신경혈관다발을 덮는 데 사용할 수 있다.

### 이식 부위
얼굴 재생(facial reanimation)이나 손 근육을 복구하기 위해 두덩정강근을 나눠서 사용할 수 있다. 바깥항문조임근을 재건하는 데에도 사용할 수 있다.

## 추가 이미지
위키미디어 공용에 두덩정강근 관련 미디어 분류가 있습니다.

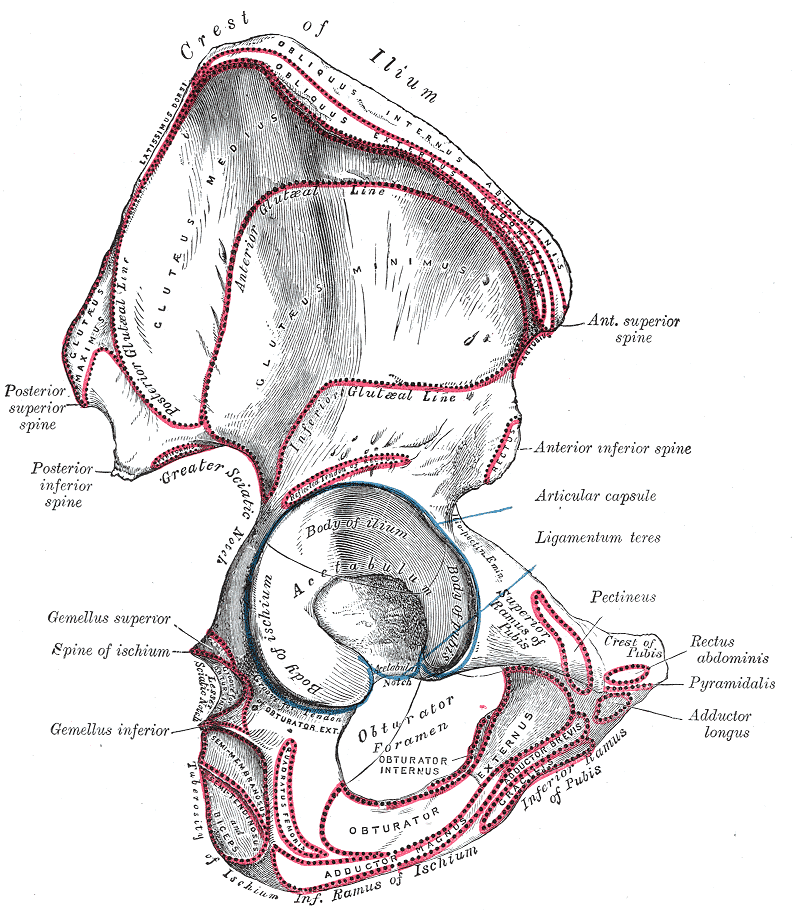
오른쪽 골반뼈 바깥쪽 면.
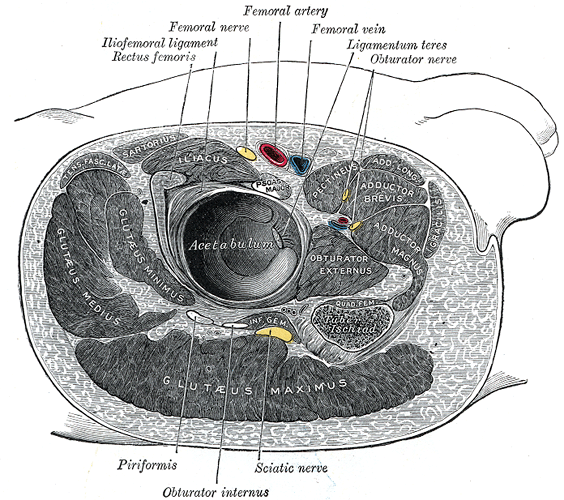
오른쪽 엉덩관절을 둘러싸고 있는 구조.
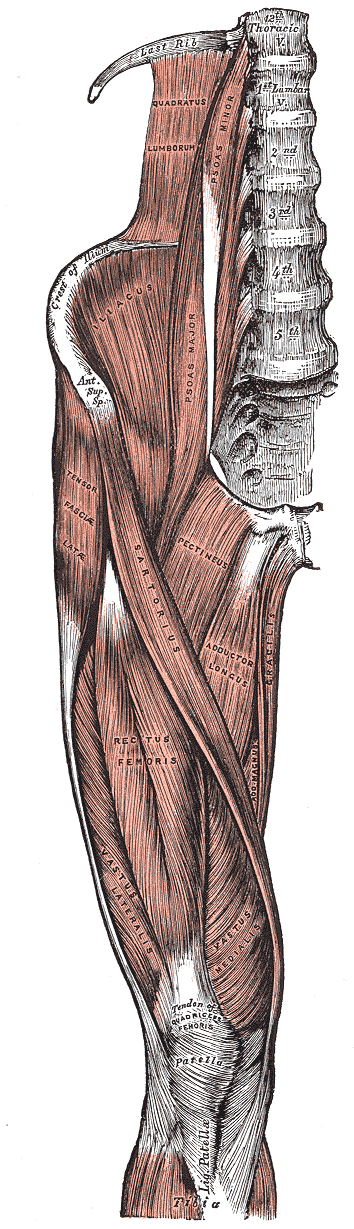
엉덩뼈 및 전방 넙다리뼈 부위의 근육.
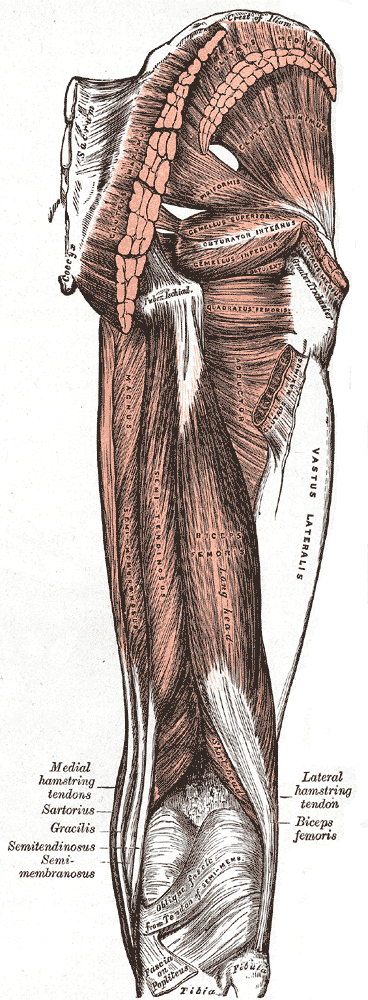
볼기 및 넓적다리뒤칸의 근육.
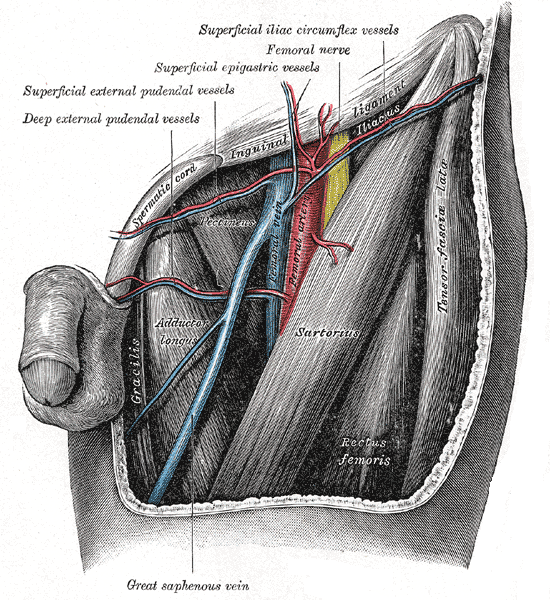
왼쪽 넙다리삼각.
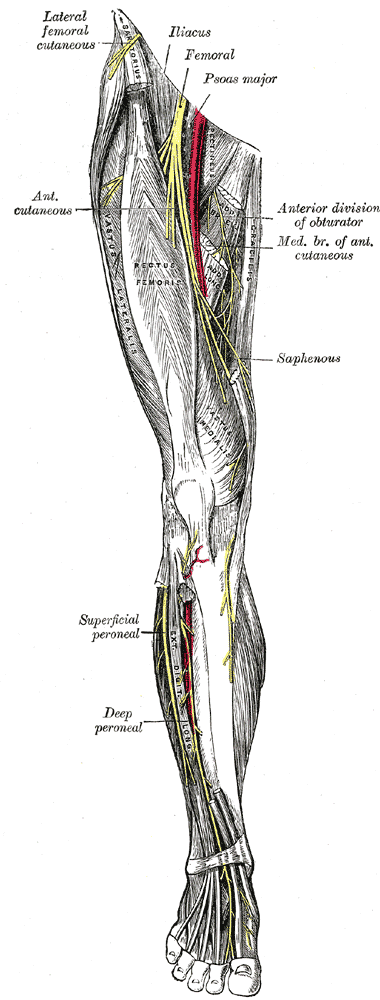
오른쪽 다리의 신경. 앞면에서 본 그림.
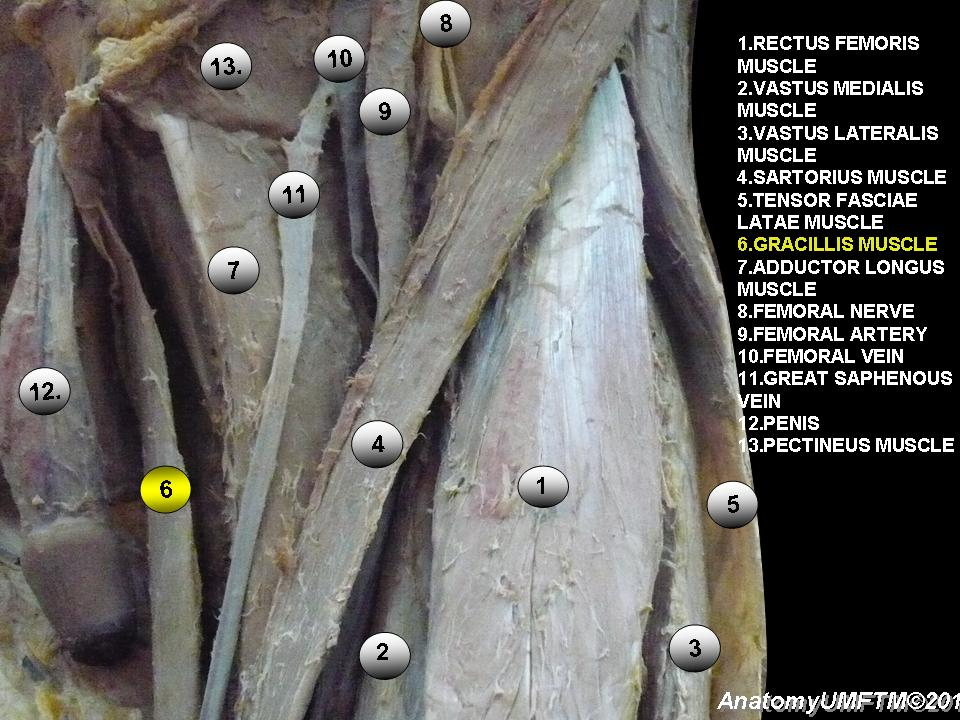
두덩정강근.
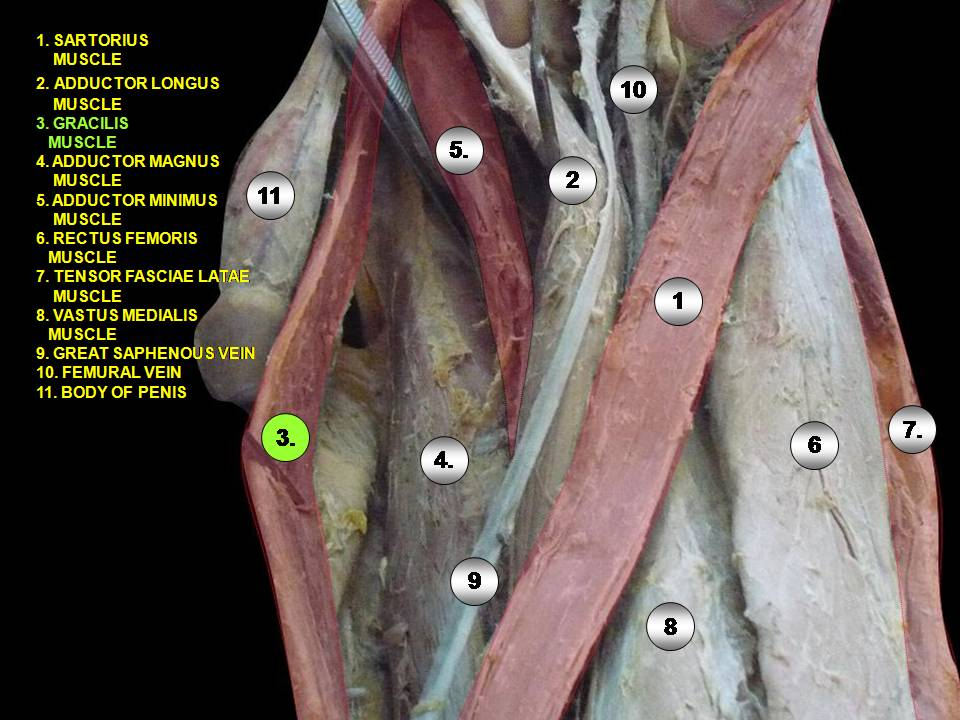
두덩정강근.
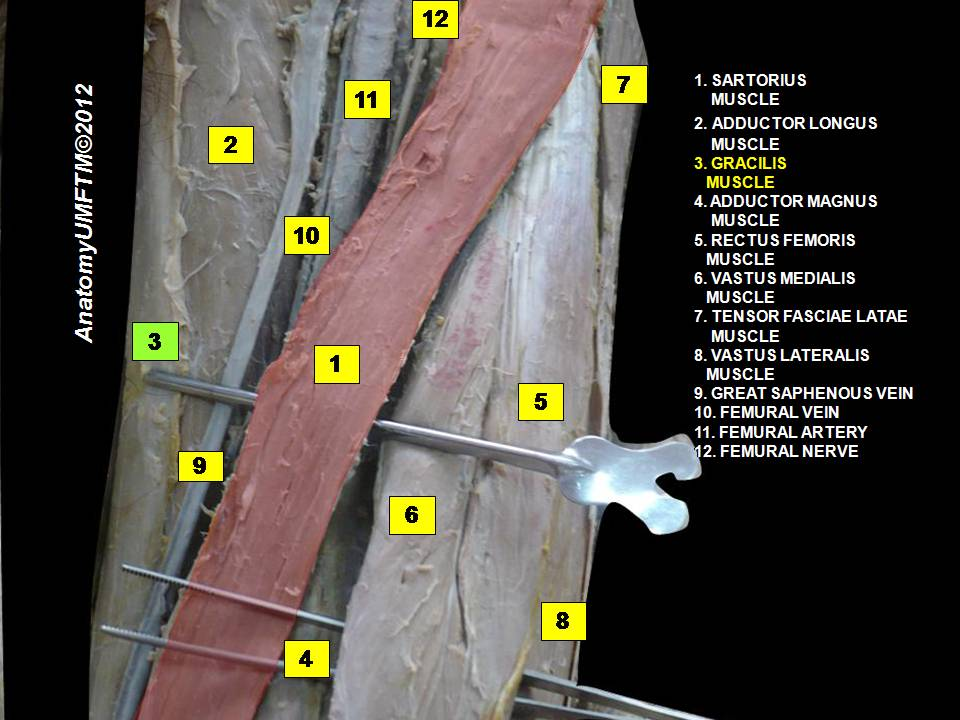
두덩정강근.
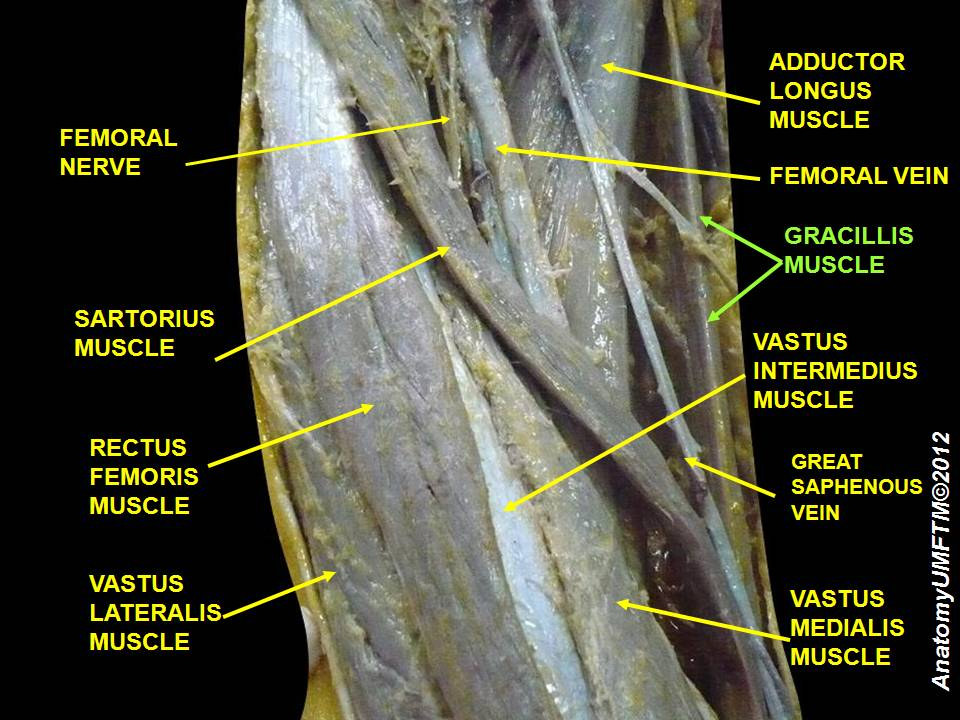
두덩정강근.
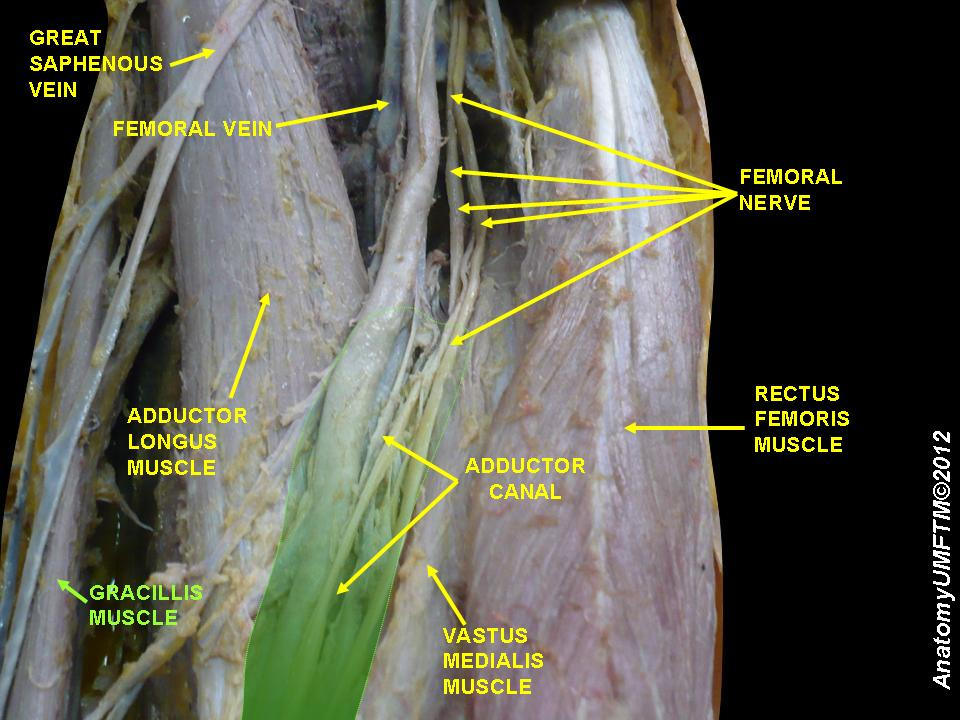
두덩정강근.
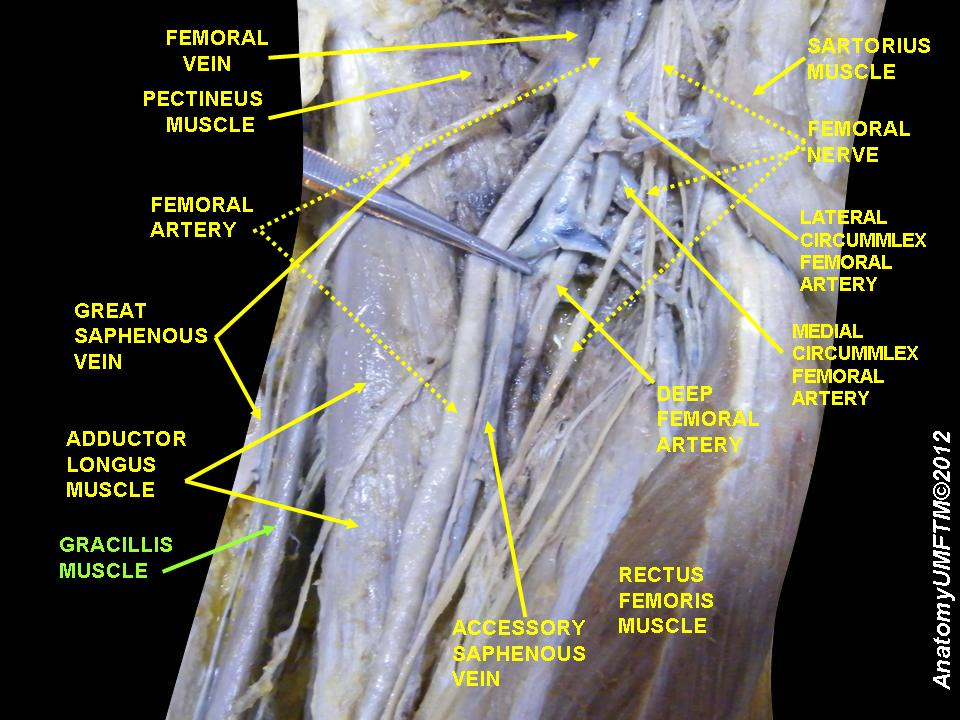
두덩정강근.
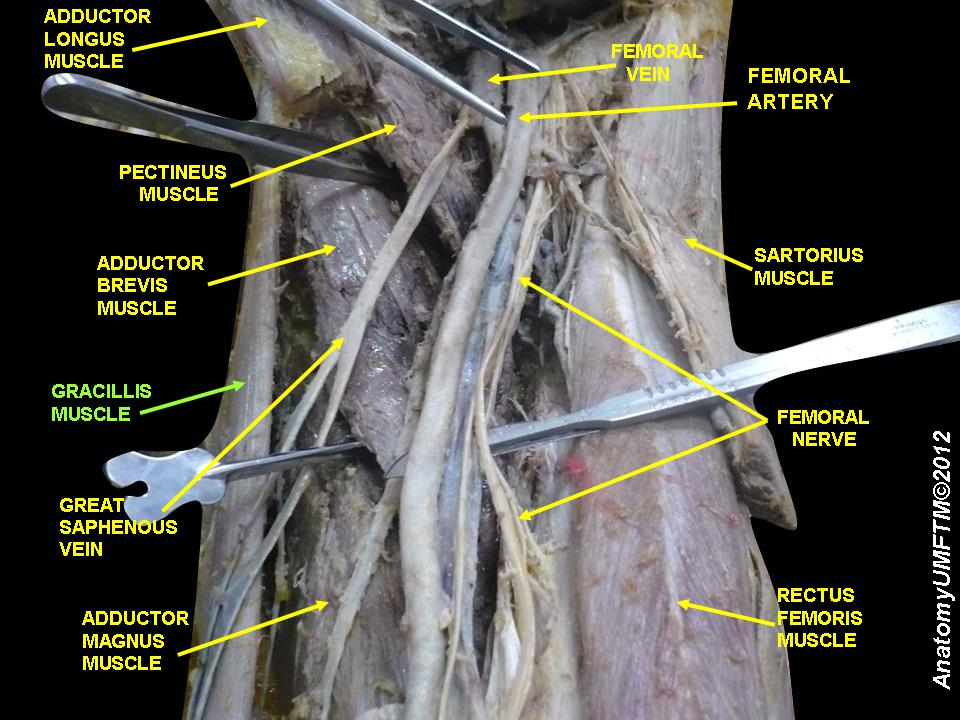
두덩정강근.
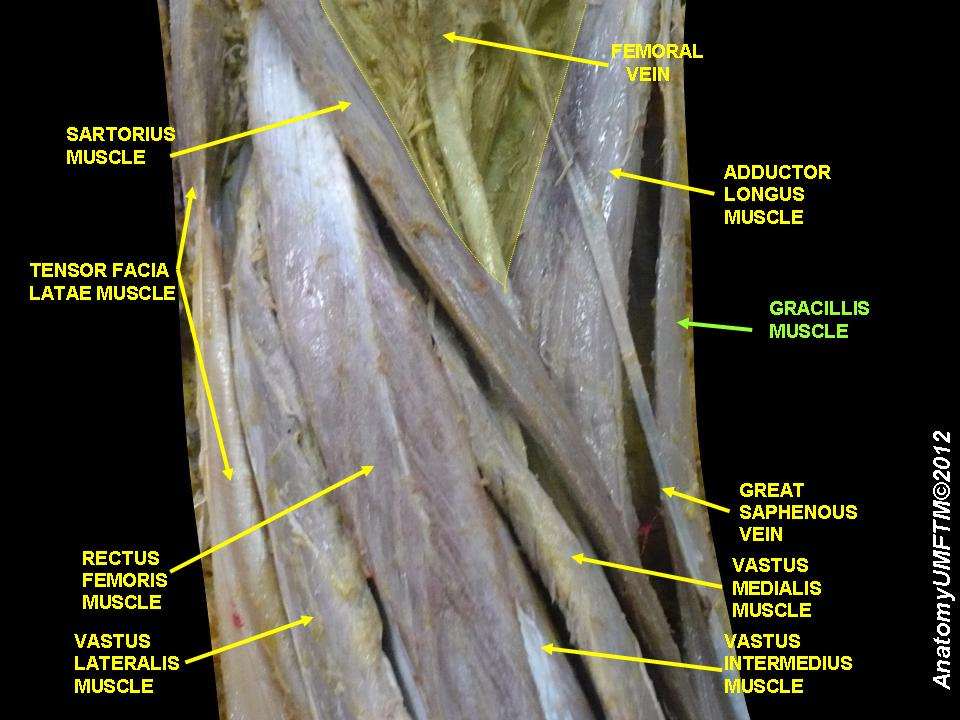
두덩정강근.
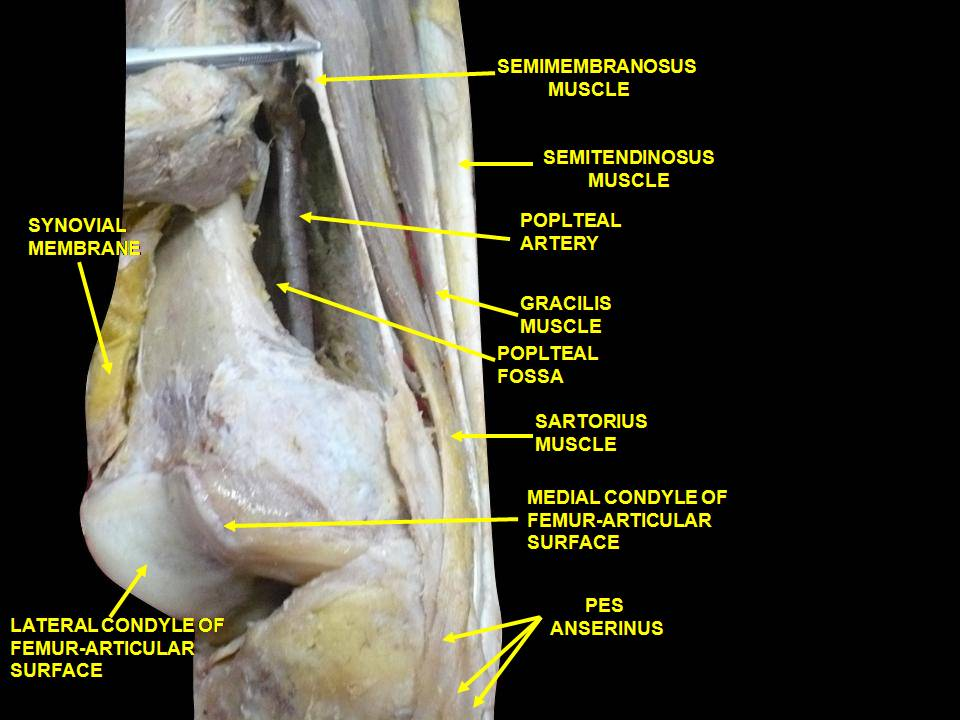
넓적다리 근육. 가쪽에서 본 그림.
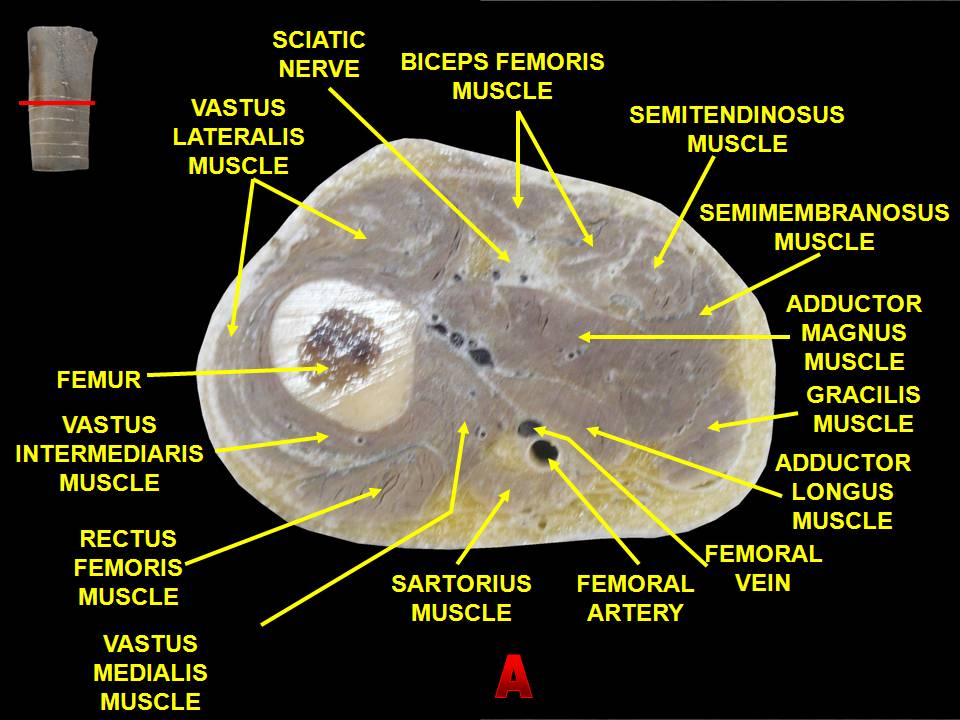
넓적다리 근육의 단면.

## 참고 문헌
이 문서는 현재 퍼블릭 도메인에 속하는 그레이 해부학 제20판(1918) page 471의 내용을 기초로 작성된 글이 포함되어 있습니다.
1. ↑  Wilson, Erasmus (1851). 《The Anatomist's Vade Mecum: A System of Human Anatomy》 (영어). John Churchill. 261쪽.
2. 1 2  “Gracilis muscle” (영어). 2022년 2월 14일에 확인함.
3. ↑  Khan, Irfan A.; Bordoni, Bruno; Varacallo, Matthew (2022). 《Anatomy, Bony Pelvis and Lower Limb, Thigh Gracilis Muscle》. Treasure Island (FL): StatPearls Publishing. PMID 30855817.
4. ↑  Chwei-Chin Chuang, David (2009년 1월 1일).  Wei, Fu-Chan; Mardini, Samir, 편집. 《CHAPTER 29 - Gracilis flap》 (영어). Edinburgh: W.B. Saunders. 397–410쪽. ISBN 978-0-7216-0519-7.
5. ↑  “Gracilis muscles clinical role. Computed Tomography (CT) angiography”. Pelviperineology.org. 2007년 12월 4일. 2008년 11월 21일에 원본 문서에서 보존된 문서. 2012년 10월 23일에 확인함.